# タイム・アフター・タイム (1947年の曲)
「タイム・アフター・タイム」（Time After Time）は、1946年にサミー・カーンが作詞し、ジューリー・スタインが音楽を担当したジャズ・スタンダード・ナンバー。

## 最初の録音
最初の録音は1946年11月19日、サラ・ヴォーンとテディ・ウィルソン・カルテットによるミュージックラフト盤。ピアノはウィルソン、テナー・サックスはチャーリー・ヴェンチュラ、ギターはレモ・パルミエリ、ダブルベースはビリー・テイラーが担当した。
もともとこの曲は、フランク・シナトラがMGMの1947年映画『下町天国』のイントロのために書かれた。オフスクリーン伴奏を提供するピアニストはアンドレ・プレヴィンで、アクセル・ストーダールが編曲した。映画の後半に、この曲はキャスリン・グレイソンによってフルで再び演奏された。
シナトラは1957年にネルソン・リドル・オーケストラとともに再び録音した。スタン・ゲッツやジョン・コルトレーンらサックス奏者もこの曲を取り上げたため、ジャズ・スタンダード・ソングとして定着し、1959年は多くのポップやジャズのボーカリストによって収録がなされた。

## 他のバージョン (収録アルバム)
- チェット・ベイカー : 『チェット・ベイカー・シングス』 - Chet Baker Sings (1954年)[2]
- スタン・ゲッツ : 『アウォード・ウィナー』 - Award Winner (1957年)[2]
- フランク・シナトラ : 『ジス・イズ・シナトラVol.2』 - This Is Sinatra Volume 2 (1957年)[2]
- ジョン・コルトレーン : 『スターダスト』 - Stardust (1958年)[2]
- コニー・フランシス : 『ザ・エキサイティング・コニー』 - The Exciting Connie Francis (1959年)
- リッキー・ネルソン : More Songs By Ricky (1959年)
- ポール・デスモンド with ジム・ホール : 『ファースト・プレイス・アゲイン』 - First Place Again (1959年)[2]
- ダイナ・ワシントン : 『縁は異なもの』 - What a Diff'rence a Day Makes! (1959年)
- ジョー・モレロ with フィル・ウッズ & ゲイリー・バートン : 『イッツ・アバウト・タイム』 - It's About Time (1961年)[2]
- アイズレー・ブラザーズ : 『ツイスト&シャウト』 - Twist & Shout (1962年)
- ナンシー・ウィルソン : 『ジェントル・イズ・マイ・ラヴ』 - Gentle Is My Love (1965年)[4]
- マーガレット・ホワイティング : The Wheel of Hurt (1966年)[5] ※この曲のパフォーマンスは、ノーラ・エフロン監督による2009年の映画『ジュリー&ジュリア』サウンドトラックでも聴ける
- クリス・モンテス : 『タイム・アフター・タイム』 - Time After Time (1966年)
- ダスティ・スプリングフィールド : 『ホエア・アム・アイ・ゴーイング』 - Where Am I Going? (1967年)[6] ※彼女は同じ年にBBCのテレビ番組でもライブで歌った
- マット・モンロー : The Late, Late Show (1968年)
- フレディ・ハバード with リッキー・フォード & ケニー・バロン : 『バラの刺青』 - The Rose Tattoo (1983年)[2]
- ジョニー・マティス & ヘンリー・マンシーニ : 『ハリウッド・ミュージカル』 - The Hollywood Musicals (1986年)
- カーリー・サイモン : 『マイ・ロマンス』 - My Romance (1990年)
- ブレント・スパイナー : Ol' Yellow Eyes Is Back (1991年)
- ジャッキー・テラソン : 『アイ・ラヴ・パリ』 - Jacky Terrasson (1994年)[7]
- イアン・ショウ : The Echo of a Song (1996年)[2]
- ハリー・コニック・ジュニア : 『カム・バイ・ミー』 - Come by Me (1999年)
- ロッド・スチュワート : 『ザ・グレイト・アメリカン・ソングブックVol.2』 - As Time Goes By... The Great American Songbook, Volume II (2003年)
- デビー・ブーン : Reflections of Rosemary (2005年)
- レイチェル・ヨーク : Let's Fall in Love (2005年)
- シー&ヒム : 『クラシックス』 - Classics (2014年)[8]
- 藤井風 : 『HELP EVER HURT COVER』 - Help Ever Hurt Cover (2020年) ※『HELP EVER HURT NEVER』初回盤ディスク2[9][10]